# Thynnichthys thynnoides
Thynnichthys thynnoides är en fiskart som först beskrevs av Pieter Bleeker 1852.  Thynnichthys thynnoides ingår i släktet Thynnichthys och familjen karpfiskar. IUCN kategoriserar arten globalt som livskraftig. Inga underarter finns listade i Catalogue of Life.